# Macelij
Macelij (lat. Macellum, množina: macella; grčki: μάκελλον, makellon) je starorimska zgrada zatvorene tržnice na kojoj su se uglavnom prodavale namirnice (osobito meso i riba). Zgrada se inače nalazila uz forum i baziliku, dajući mjesto gdje se može odvijati trgovina. Svaki macelij prodavao je različite vrste proizvoda, ovisno o lokalnoj dostupnosti, ali nije bilo neuobičajeno uvoziti te namirnice, osobito u lukama poput Pompeja.

## Povijest
Macelij je bio tržnica hrane, posebice mesa, ribe i delikatesa. Plaut spominje takav macelij u drugoj polovici 3. st. pr. Macelij je rađen po uzoru na agore grčkih i helenističkih gradova, samo što nije bilo trgovine na veliko. Posljednji maceliji još su bili u funkciji u Carigradu u šestom stoljeću.

## Fizičke značajke
Macelij je zgrada koju je prilično lako prepoznati prema njenom dizajnu. Macelij nudi trgovine raspoređene oko dvorišta koje sadrži središnji tolos. Tholos je okrugla struktura, obično izgrađena na nekoliko stepenica (podij), s prstenom stupova koji podupiru kupolasti krov. Macelij je obično kvadratnog oblika. Središnje dvorište macelija okruženo je tabernama, dućanima, svih iste veličine. Također je bilo moguće proširiti macelij prema gore kako bi uključio gornje katove. Ulaz u macelum bio je ili kroz središnja vrata na svakoj od četiri strane ili kroz neke od samih tabernae. Čini se da su taberne namijenjene mesarima (carnificēs) bile zajedno u jednom dijelu macelluma gdje su bile opremljene mramornim pultovima, vjerojatno da bi se meso hladilo, i odvodima za uklanjanje vode i otpadne tekućine.
Predloženo je da je središnji tolos, također dobro opskrbljen vodom i odvodom, bio mjesto gdje se prodavala riba (zbog iskopanih ribljih kostura), iako su predložene i druge upotrebe središnjeg tolosa, kao što je mjesto gdje su službene težine i mjere držani su kao referenca ili kao svetišta bogovima tržnice (zbog iskopanog novca). Neke su macele imale fontanu ili vodeni element u središtu svog dvorišta umjesto strukture tolosa. Čini se da prisutnost ove središnje vodene značajke definira zgradu kao macelij.

## Macellum Liviae
Livijin macelij (lat. Macellum Liviae – Livijina tržnica) bio je trgovački kompleks koji je izgradio August u ime svoje supruge Livije, sagrađen na brdu Eskvilin u Rimu.

## Macellum Magnum
Macellum Magnum bila je zgrada tržnice smještena na brdu Caelian u Rimu. Kompleks je sagradio i posvetio car Neron 59. godine nove ere, a lokacija drevne građevine vjerojatno odgovara sadašnjoj lokaciji crkve S. Stefano Rotondo.

## Macelij u Pozzuoliju
Macelij u Pozzuoliju prvi je put iskopan 1750-ih, kada je otkriće Serapisovog kipa dovelo do toga da je zgrada pogrešno identificirana kao gradski Serapeum ili Serapisov hram. Stojeći stupovi s trakama bušotina koje su ostavili morski mekušci pokazali su da je visina zgrada varirala u odnosu na razinu mora i učinili to predmetom rasprave u ranoj geologiji. Naknadna iskapanja otkrila su karakterističan tlocrt macelija.

## Macelij u Pompejima
Macelij u Pompejima je bila privremena tržnica smještena na Forumu u Pompejima. Neke su građevine datirane u 130.–120. pr. Kr. Smatra se da je dio istočne strane Macelija posvećen carskom kultu. Ako je točno, to bi pokazalo važnu ulogu koju su carevi imali u životima Rimljana početkom 1. stoljeća. Dijelovi Macelija oštećeni su u potresu 62. godine, a ta oštećenja nisu popravljena prije erupcije vulkana Vezuva koja je uništila Pompeje 79. godine.

## Vanjske poveznice
|  | Zajednički poslužitelj ima još gradiva o temi Macelij |

- Rimska tržnica – macellum u Splitu (hrcak.srce.hr)